# Alina Panainte
Alina Andreea Panainte (n. 7 noiembrie 1988) este o fostă atletă română, specializată în alergări pe distanțe scurte.

## Carieră
Sportiva a cucerit trei medalii la Jocurile Balcanice din 2011 la 100 m, 4×100 și 4×400 m. Anul următor, a câștigat două medalii la Jocurile Balcanice în sală de la Istanbul. Tot acolo, trei săptămâni mai târziu, a participat la Campionatul Mondial în sală. Cu ștafeta României (Angela Moroșanu, Alina Panainte, Adelina Pastor, Mirela Lavric) ea a cucerit medalia de bronz la 4×400 m. Inițial româncele au fost pe locul 4 dar rusoaica Iulia Gușcina a fost prinsă dopată. În vară a participat la Campionatul European de la Helsinki.
La Campionatul European în sală din 2013 Alina Panainte a luat startul la 400 m dar nu s-a calificat în finală. În același an, la Campionatul Mondial de la Moscova a reușit să urce în finală de 4×400 m cu Adelina Pastor, Sanda Belgyan și Bianca Răzor. La Campionatul Mondial în sală din 2014 atletele (Sanda Belgyan, Alina Panainte, Adelina Pastor, Bianca Răzor) au ocupat locul 7 la 4x400 m.
Alina Panainte s-a căsătorit cu Ioan Zăizan, alergător de semifond.

## Realizări
| An   | Competiție                   | Locație                | Loc | Eveniment | Note    |
| ---- | ---------------------------- | ---------------------- | --- | --------- | ------- |
| 2011 | Jocurile Balcanice           | Sliven, Bulgaria       | 3   | 100 m     | 11,6    |
| 2011 | Jocurile Balcanice           | Sliven, Bulgaria       | 4   | 400 m     | 56,82   |
| 2011 | Jocurile Balcanice           | Sliven, Bulgaria       | 3   | 4×100 m   | 46,29   |
| 2011 | Jocurile Balcanice           | Sliven, Bulgaria       | 1   | 4×400 m   | 3:42,27 |
| 2012 | Jocurile Balcanice în sală   | Istanbul, Turcia       | 3   | 400 m     | 54,41   |
| 2012 | Jocurile Balcanice în sală   | Istanbul, Turcia       | 1   | 4×400 m   | 3:39,51 |
| 2012 | Campionatul Mondial în sală  | Istanbul, Turcia       | 3   | 4×400 m   | 3:33,48 |
| 2012 | Campionatul European         | Helsinki, Finlanda     | 7*  | 4×400 m   | 3:31,48 |
| 2012 | Jocurile Balcanice           | Eskişehir, Turcia      | 5   | 100 m     | 12,05   |
| 2012 | Jocurile Balcanice           | Eskişehir, Turcia      | 1   | 200 m     | 24,10   |
| 2012 | Jocurile Balcanice           | Eskişehir, Turcia      | 4   | 4×100 m   | 46,95   |
| 2013 | Campionatul European în sală | Göteborg, Suedia       | 16  | 400 m     | 53,98   |
| 2013 | Jocurile Balcanice           | Stara Zagora, Bulgaria | 3   | 200 m     | 24,07   |
| 2013 | Jocurile Balcanice           | Stara Zagora, Bulgaria | 6   | 4×100 m   | 46,95   |
| 2013 | Jocurile Balcanice           | Stara Zagora, Bulgaria | 1   | 4×400 m   | 3:29,13 |
| 2013 | Campionatul Mondial          | Moscova, Rusia         | 6*  | 4×400 m   | 3:29,62 |
| 2014 | Campionatul Mondial în sală  | Sopot, Polonia         | 7   | 4×400 m   | 3:38,18 |

* Atleta a participat doar la calificări.

## Recorduri personale
| Probă           | Performanță | Dată             | Locație      |
| --------------- | ----------- | ---------------- | ------------ |
| 100 m           | 11,81 s     | 24 august 2013   | București    |
| 200 m           | 23,80 s     | 6 iulie 2012     | București    |
| 400 m           | 52,49 s     | 8 iunie 2012     | București    |
| 4×100 m         | 45,01 s     | 18 iunie 2011    | Izmir        |
| 4×400 m         | 3:29,13 min | 28 iulie 2013    | Stara Zagora |
| 60 m în sală    | 7,59 s      | 27 ianuarie 2012 | București    |
| 200 m în sală   | 24,92 s     | 26 ianuarie 2013 | București    |
| 400 m în sală   | 53,23 s     | 29 ianuarie 2013 | Viena        |
| 4×400 m în sală | 3:33,41 min | 11 martie 2012   | Istanbul     |